# All Hallows Bread Street

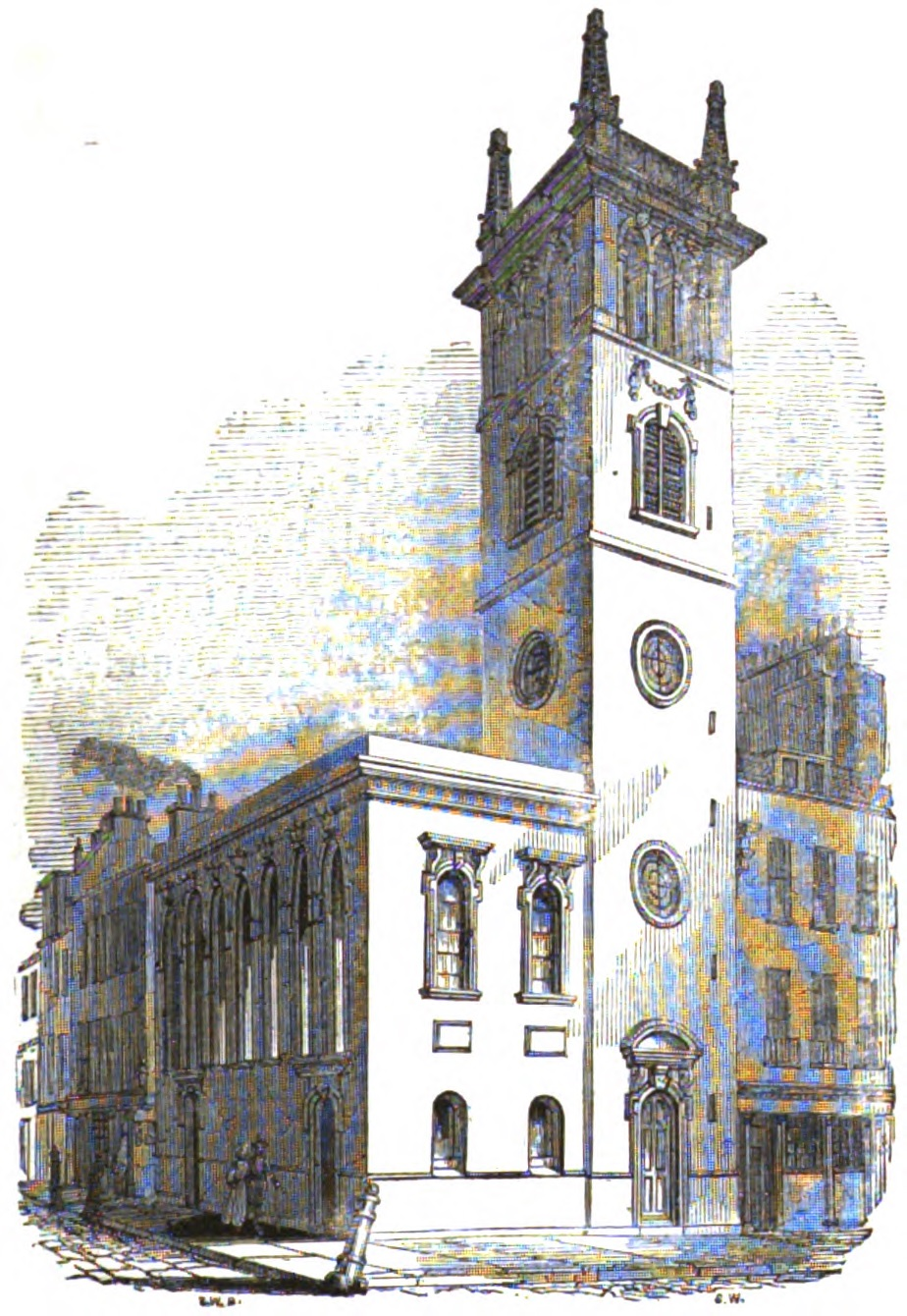
All Hallows Bread Street (1839)

Entwurfszeichnung der Seitenfassade (1680)

All Hallows Bread Street, auch:  All Hallows Watling Street, war eine der fünfzig Wren-Kirchen im Londoner Innenstadtbezirk City of London. Die 1681 errichtete Kirche wurde 1878 abgebrochen.

## Geschichte
Die nahe dem mittelalterlichen Brotmarkt gelegene, allen christlichen Heiligen geweihte Kirche ist erstmals für das Jahr 1227 belegt. Um 1350 erfuhr die Kirche eine Vergrößerung und um 1450 den Zubau einer Kapelle der Salzsieder. 1559 wurde der steinerne Steilhelm der Kirche nach einem Blitzschlag abgebrochen.
Die eine städtebauliche Ecksituation von Bread Street und Watling Street bildende und in die benachbarten Häuserfronten eingebundene Kirche wurde beim Großen Brand von London 1666 zerstört und anschließend von 1681 bis 1684 durch Christopher Wren als einfache Saalkirche mit seitlich gesetztem Turmbau und einer klassisch gegliederten Fassade mit großen Rundbogenfenstern wiederaufgebaut, eine erhaltene Entwurfszeichnung zeigt die Seitenfassade der Kirche. Der Turmbau mit seiner Obeliskenbekrönung kam erst um 1700 unter Beteiligung von Nicholas Hawksmoor zur Vollendung.
Ein 1860 verabschiedetes Gesetz zur Reduktion der Zahl der Londoner Pfarrkirchen (Union of the Benefices Act) führte 1878 zum Abbruch der Kirche Wrens und zur Zusammenlegung der Pfarrei mit der benachbarten von St Mary-le-Bow, während Teile der Ausstattung nach St Vedast Foster Lane, St Mary Abchurch und St Andrew-by-the-Wardrobe übertragen wurden. Anstelle der Kirche entstand ein Warenhaus.
In der ursprünglichen mittelalterlichen Kirche war 1608 der Dichter John Milton getauft worden.